# Eugeniusz Augustyniak
Eugeniusz Augustyniak pseud. Kruk (ur. 15 maja 1915 w Łodzi, zm. 13 sierpnia 1944 w Żabikowie) – działacz KZMP i PPR.
Absolwent technikum włókienniczego w Łodzi (jako jego uczeń wstąpił do KZMP), pracownik fabryki Kindermanna w Łodzi. Pod koniec sierpnia 1939 zmobilizowany do wojska, brał udział w obronie Warszawy. Latem 1941 został wywieziony na przymusowe roboty do Niemiec, skąd pod koniec 1941 zbiegł. Po dwóch tygodniach został schwytany i uwięziony w Kaliszu, po czym skierowany na przymusowe roboty do Poznania. W grudniu 1941 nawiązał kontakt z kierownictwem poznańskiego podziemia komunistycznego i został członkiem władz fabrycznej komórki organizacji o nazwie „Komunistyczna Partia Polski”. Na początku 1942 został sekretarzem organizacji PPR w narzędziowni warsztatów i kierownikiem zakładowej grupy sabotażowej „Odwet”. Brał udział w wydawaniu konspiracyjnego biuletynu Komitetu Okręgowego PPR „Głos Poznania” (1942-1944). 17 maja 1944 został aresztowany podczas wielkiej akcji gestapo skierowanej przeciw strukturom poznańskiej PPR. Po ciężkim śledztwie w siedzibie gestapo został osadzony w obozie karnym w Żabikowie, gdzie wraz z 10 innymi czołowymi działaczami poznańskiej PPR został rozstrzelany.